# Commonwealth Woomera
Die Commonwealth Woomera (dt. „Speerwerfer“) war ein dreisitziger australischer leichter Bomber und Aufklärer, der nicht zur Serienproduktion kam.

## Geschichte
Die Woomera war als Nachfolger für die Bristol Beaufort gedacht. Diese sollte sie in der Rolle als Aufklärer und Torpedobomber ablösen.
Im Flug zeigte sich die Woomera recht instabil, was bei den Serienmaschinen durch ein überarbeitetes Tragwerk und ein vergrößertes Leitwerk behoben werden sollte. Im April 1942 wurde die Maschine an die RAAF zur Waffenerprobung überstellt, dabei erlitt das Projekt im Januar 1943 durch den Absturz des Prototyps einen Rückschlag. Ursache war austretender Treibstoff, der sich während des Fluges entzündete. Zwei Besatzungsmitglieder kamen dabei ums Leben.
Die erste Serienmaschine war erst am 7. Juli 1944 flugbereit. Zu dieser Zeit hatte die Bristol Beaufighter bereits die Rolle der Beaufort eingenommen und auch als Bomber galt die Woomera als veraltet. Von den ursprünglich 105 bestellten Maschinen kaufte die RAAF nur zwei und verwendete sie bis 1946 zu Testzwecken.

## Versionen
- CA-4: Prototyp, eine Maschine
- CA-11: geplante Serienversion, zwei Maschinen

## Technische Daten
| Kenngröße             | CA-11 |
| --------------------- | --- |
| Länge                 | 12,06 m |
| Spannweite            | 18,05 m |
| Höhe                  | 5,53 m |
| Flügelfläche          | 40,88 m² |
| Flügelstreckung       | 8,0 |
| Leermasse             | 5798 kg |
| max. Startmasse       | 10.380 kg |
| Höchstgeschwindigkeit | 455 km/h |
| Reichweite            | 3850 km |
| Steigrate             | 10,6 m/s |
| Dienstgipfelhöhe      | 7160 m |
| Triebwerk             | zwei Pratt & Whitney R-1830 Twin Wasp S3C3 |
| Bewaffnung            | zwei 20-mm-Hispano-Maschinenkanonen und zwei 7,7-mm-MG im Bug, je zwei 7,7-mm-MG in ferngesteuerten Ständen hinter den Motorgondeln, ein einzelnes MG auf den Rumpfrücken, bis zu 1450 kg Waffenlast oder zwei Torpedos |